# Live Phish Volume 2
Live Phish Volume 2 è un album dal vivo dei Phish, pubblicato il 18 settembre 2001 (insieme ai Volumi 1, 3, 4 e 5 della serie Live Phish) dalla Elektra Records.
Il concerto fu tenuto a lato della pista da sci dell'albergo Sugarbush Resort, nella località di North Fayston, in Vermont (stato d'origine dei Phish): si tratta della performance finale del tour estivo 1994 della band. Nel corso di quell'anno, il numero di fan che seguiva i Phish era aumentato enormemente ad ogni data, e il disco da poco uscito - Hoist - aveva rappresentato il maggior successo in termini di vendite per il gruppo.
La scaletta del concerto comprende una rarissima esecuzione di N02, un brano dei Phish originariamente contenuto nel loro cd d'esordio eponimo, noto anche come The White Tape. Durante l'esecuzione del brano Harpua, una cometa gigante apparve in cielo: prontamente il gruppo attaccò il brano 2001 di Deodato, ovvero la versione funk del Così Parlò Zarathustra di Strauss, già tema di 2001: Odissea nello spazio.
Il concerto venne diviso in 2 successive uscite (o "set") e terminò con 1 bis.

## Tracce

### Disco 1
Primo set:
1. Golgi Apparatus
2. Down with Disease
3. NO2
4. Stash
5. The Lizards
6. Cavern
7. The Horse
8. Silent in the Morning
9. Maze
10. Sparkle
11. Sample in a Jar

### Disco 2
Secondo set:
1. Run Like an Antelop
2. Catapult
3. Run Like an Antelope
4. Harpua
5. 2001
6. Harpua
7. AC/DC Bag
8. Scent of a Mule

### Disco 3
Continuazione del secondo set:
1. Harry Hood
2. Contact
3. Chalk Dust Torture

Eseguito come bis:
1. Suzy Greenberg